# Axel Ender
Axel Hjalmar Ender (* 14. September 1853 in Asker; † 10. September 1920. in Kristiania) war ein norwegischer Maler und Bildhauer.

## Leben
Ender wurde als Sohn des Landwirts Bernhard Ender und seiner Frau Fredrikke, geb. Smith geboren.
1867 begann Ender seine künstlerischen Studien bei Julius Middelthun und Johan Fredrik Eckersberg an der Königlichen Zeichen- und Kunstschule. Von 1872 bis 1874 studierte er an der Kunstakademie in Stockholm und von 1875 bis 1880 an der Akademie der Bildenden Künste München. Seine Auslandsstudien wurden durch ein Stipendium des norwegischen Königs Karl IV finanziert. Weite Beachtung fand er durch seine Statue von Peter Wessel Tordenskiold auf dem Rathausplatz von Oslo, die er zwischen 1891 und 1901 schuf. Für diese Arbeit wurde ihm der St. Olavs Orden verliehen.
Neben seiner Tätigkeit als Bildhauer betätigte sich Ender auch als Maler. Hier nahm er Motive seiner norwegischen Heimat im Stil der Romantik auf. Dies brachte ihm die Kritik ein, seiner Kunst mangele es an „künstlerischem Ernst und Wahrhaftigkeit“. Im Gegenzug fand sein Werk Anklang beim Kristiania Kunstverein, der viele seiner Werke ausstellte und ankaufte.
Einen weiteren Schwerpunkt seiner Malerei stellte die religiöse Kunst dar. Einige Altartafeln in norwegischen Kirchen stammen von Enders.
Ender war verheiratet mit Helga Sørenssen.

## Galerie

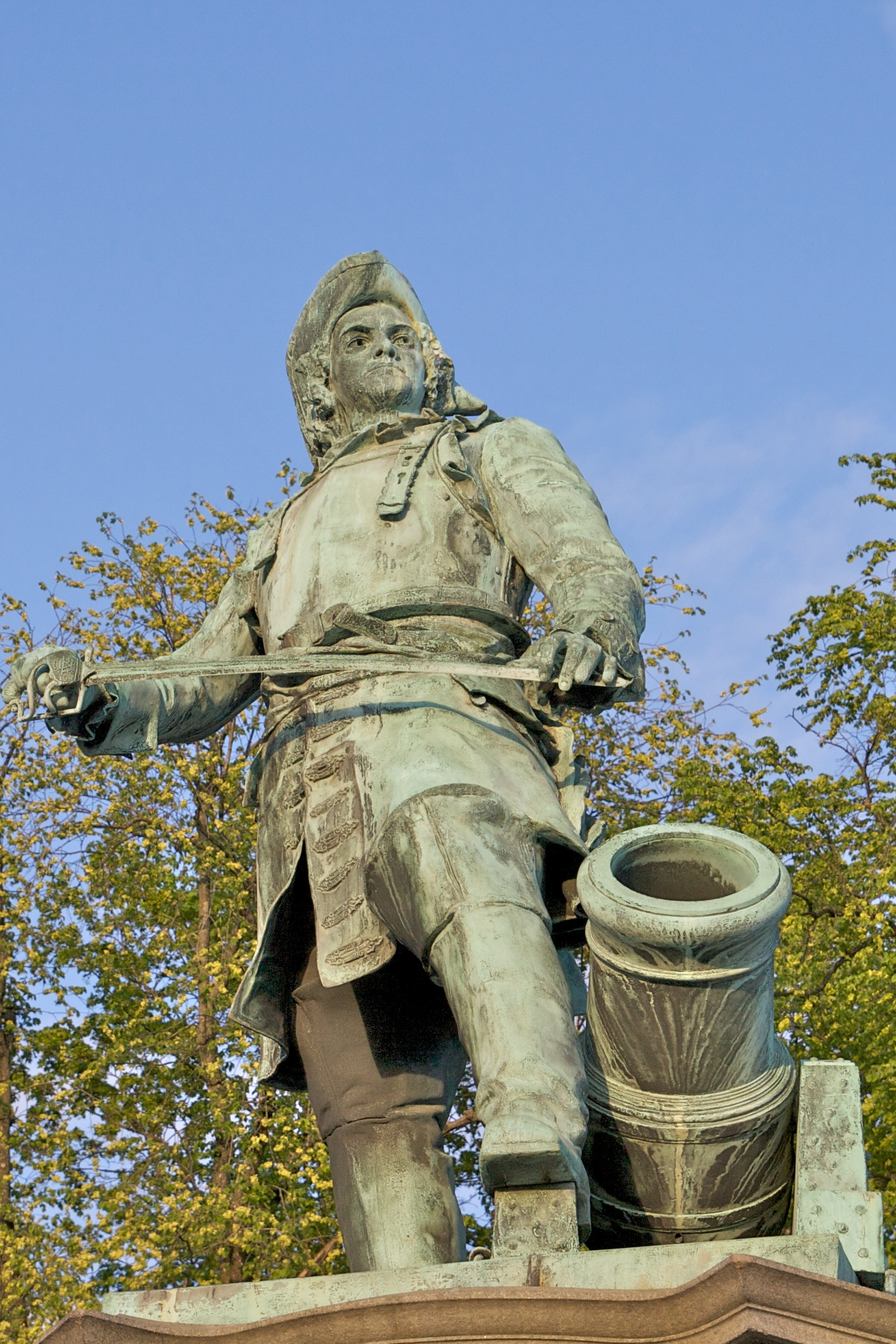
Tordenskiold auf dem Rathausplatz in Oslo
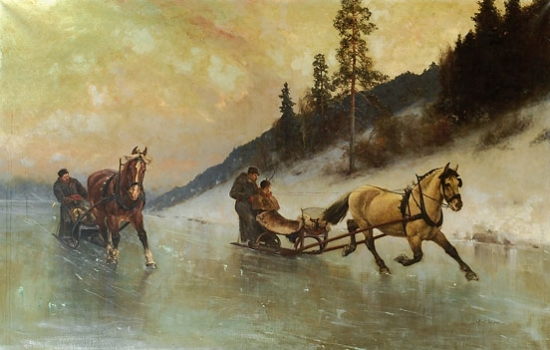
Schlittenfahrt auf dem Eis
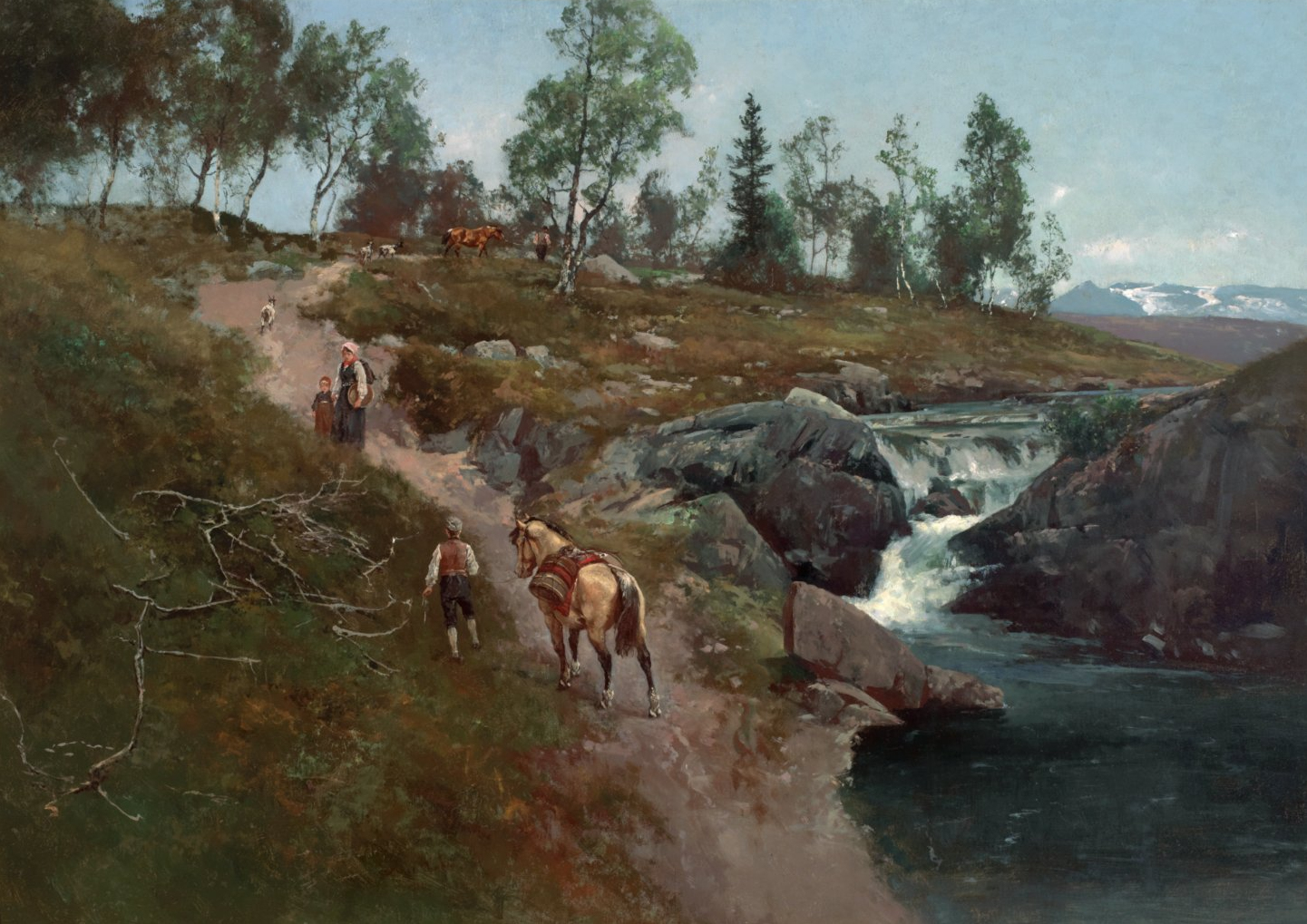
Nord-Aurdal
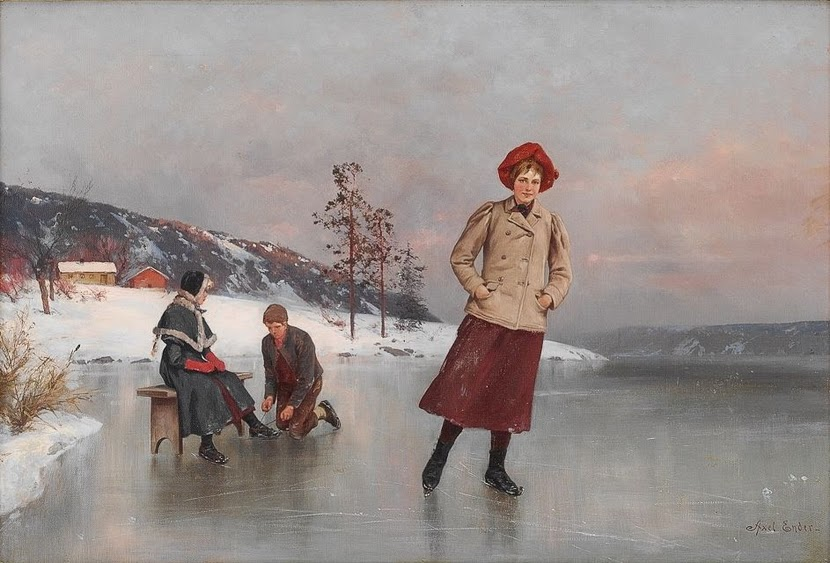
Auf der Eisbahn
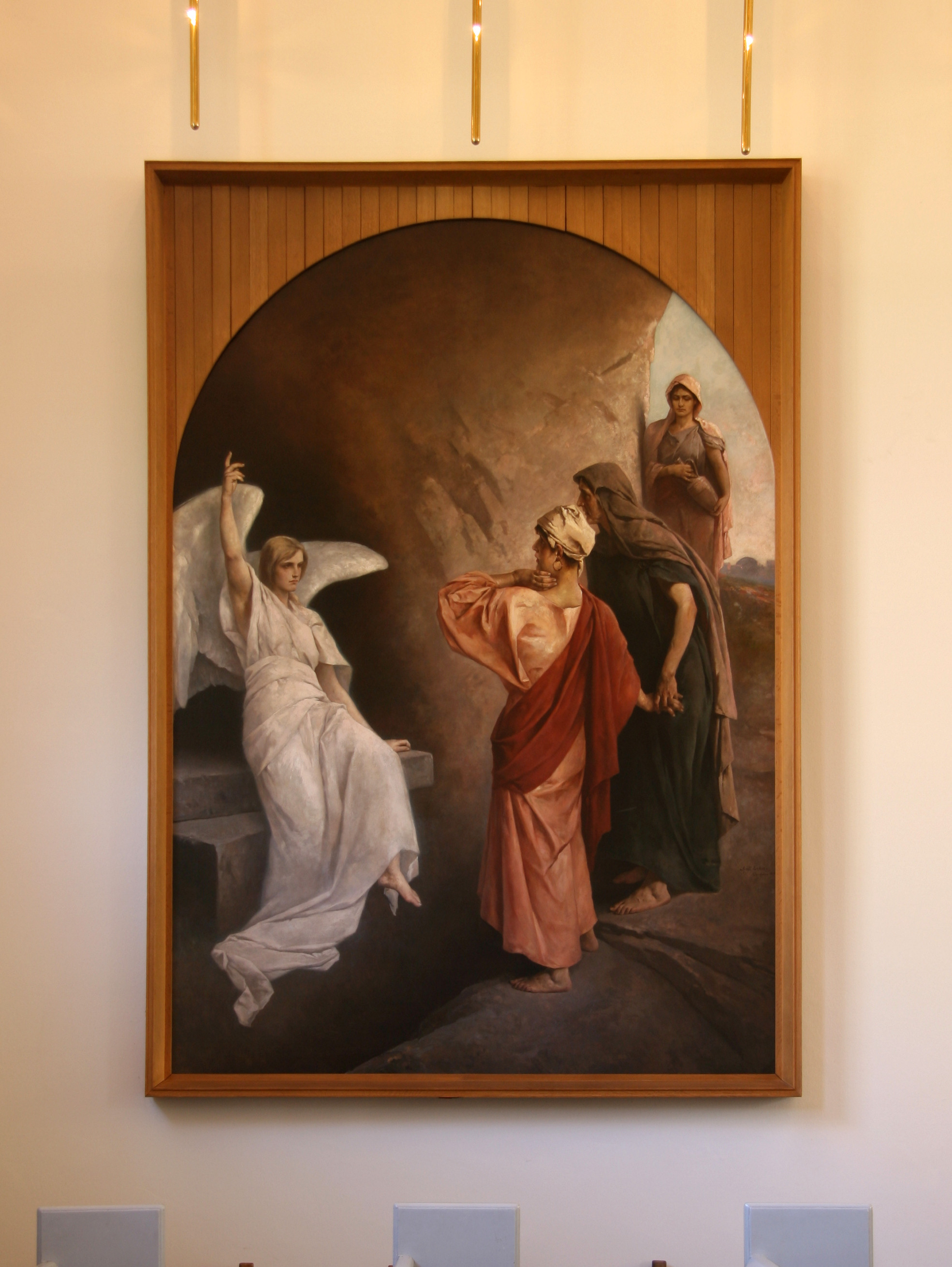
Engel der Auferstehung in der Sundby Kirche, Kopenhagen